# Fundação Luso Internacional para a Educação e Cultura na Zona Norte
A Fundação Luso Internacional para a Educação e Cultura na Zona Norte foi instituída em 1986 por escritura lavrada no sexto cartório notarial do Porto.
Instituidores: Artur Vitoria, Luís Valente de Oliveira, Carlos Costa Ramos, Woby Slotboom, Michael Scott, Francisco Assis Magalhães e José Machado Silva.

## Objectivos Estatutários
Contribuir para o desenvolvimento do ensino e promover o intercâmbio Cultural e social entre portugueses e estrangeiros residentes em Portugal. Na prossecução dos seus fins a Fundação promoverá a instalação e funcionamento de um estabelecimento de ensino aberto a nacionais e estrangeiros bem como um centro cultural e social capaz de permitir o conhecimento das diferentes culturas, compreensão e melhor comunicação entre portugueses e estrangeiros residentes em Portugal.

### Administração
Cargos vitalícios - presidente:  Artur Vitoria , administradores: Carlos Costa Ramos e Woby Slotboom , conselho fiscal: Carlos Brabot, Francisco Assis Rodrigues Magalhães , presidente da mesa da assembleia geral: José Machado Silva [ligação inativa]

### Colégio Luso Internacional do Porto
Começou a funcionar em 29 de Setembro de 1990, com Eunice Macedo como directora pedagógica. Instalado na Esplanada Rio de Janeiro, Porto, em frente ao Forte S. Francisco Xavier do Queijo, emergiu de obras de recuperação de um edifício abandonado dos Serviços dos Transporte Colectivos do Porto (STCP). Pouco tempo depois, alguns dos principais patrocinadores, como a Yasaky Saltano e a Toyota Portugal, tinham os filhos dos seus quadros japoneses a frequentar o CLIP. 

### Mecenas
Fernando Guedes, António Miranda, Gist Brocades, MacModa e Belmiro Azevedo 